# Star Conflict
Star Conflict je brezplačna dinamična množična spletna vesoljska akcijska računalniška igra za več igralcev. Igralna platforma Steam jo opisuje kot »akcijsko, množično vesoljsko simulacijsko igro za več igralcev«. Njeno jedro so bitke PvP vesoljskih ladij, misije PvE (Co-Op) in odprti svet. Igra uporablja brezplačni poslovni model. Njena povprečna ocena na agregatorju recenzij Metacritic je bila 75/100 v letu 2021.
Star Conflict je razvilo rusko podjetje Targem Games (podružnica StarGem Inc.), izdal pa ga je Gaijin Entertainment. Igra je bila na voljo 1. februarja 2012 in je dosegla odprto testiranje beta 24. julija 2012 za platformo MS Windows. Na Steamu je na voljo od 27. februarja 2013. Igro so v različici 1.0 izdali 4. septembra 2014.

## Igranje
Igralec nadzoruje bojne vesoljske ladje z različnimi vlogami. Vsak igralec lahko razvije sposobnosti, vzpostavi specializirane veščine in popolno taktiko. Igra ima načina igre PvP in PvE ter peskovnik »odprti svet «. Obstaja tudi način »Osvojitev sektorja«, ki vključuje korporacije (klane). Ta akcijska vesoljska igra ima tudi elemente MOBA.

### Način PvP
Igralci so razdeljeni v dve nasprotni moštvi in morajo opraviti določeno nalogo, kot je: zajeti vse svetilnike, uničiti vse sovražne ladje itd. Obstaja več načinov PvP z različnimi bojnimi misijami, pogoji in določili. Višji rang ladje igralca je, več vrst bitk in zemljevidov bo zanj na voljo. Število igralcev v vsakem moštvu, odvisno od načina igre, se giblje od 6 do 32.
Na začetku bitke strežnik samodejno razdeli igralce v moštvi glede na njihovo raven in spretnost. Igralci lahko sestavijo svoje moštvo v preddverju in gredo v boj v tej skupini.

### Odprti prostor
Ta način so predstavili kot obsežno razširitev z naslovom »Invazija« 4. septembra 2014. Po zgodbi so nezemljani Biomorfi (nova rasa neigralnih bitij (NPC) vdrli v znani prostor. Da bi preprečili to grožnjo, so morale frakcije mobilizirati vse plačance (igralce).
Svet igre je sestavljen iz številnih ločenih lokacij, povezanih z vrati warp. To je način, v katerem se igralci lahko odcepijo od postaje in potujejo po različnih sistemih in sektorjih, da branijo zavezniške vesoljske kolonije pred starodavno in zlonamerno nezemeljsko raso. V nasprotju z vsemi drugimi načini imajo igralci skoraj popolno svobodo delovanja. Igralci lahko napadejo katero koli ladjo, vključno z ladjami drugih igralcev, najdejo ali ukradejo drugim igralcem dragocene predmete, ki se uporabljajo za izdelavo, dokončanje misij in boj proti tujcem. Vesolje naseljujejo pirati NPC in nezemljani. Sektorje, ki jih nadzorujejo frakcije, varuje policija. Obstajajo skriti tuji sektorji, do katerih je mogoče priti le skozi posebna nezemeljska vrata.

### Misije
V kooperativnem načinu PvE se igralci borijo proti sovražnim NPC in šefom. Misije vključujejo ekipe 4 igralcev. Vsaka misija je sestavljena iz več stopenj. Vsaka stopnja ima lahko posebne pogoje. Na primer, trajno okrevanje trupa in ščita ali povečana moč poškodb. Trenutno je na voljo 9 scenarijev. Poseben del misij je »Spec-Ops«. Gre za napad na velikanske vodilne nezemeljske ladje. Trenutno so na voljo 3 scenariji, kjer ima vsak od šefov edinstvene značilnosti in obnašanje. V teh misijah lahko sodeluje največ 12 igralcev.

### Osvajanje sektorja
Osvajanje sektorja predstavlja epske bitke med korporacijami, skupnostjo pilotov, za osvojitev in obdržanje lokacije na velikanskem zemljevidu z več kot 200 sektorji. Nadzor nad lokacijo daje korporaciji dodaten dohodek. Korporacije so temelj v Star Conflictu. Če se pridružite korporaciji, vstopite v skupino igralcev, podobno kot ceh.
Za vzpostavitev nadzora nad sektorji odprtega sveta mora korporacija zgraditi dreadnought. Dreadnoughti so ogromne ladje z uničevalno ognjeno močjo. Imajo različne sisteme, ki jih je mogoče izdelati in poškodovati v boju, na primer njihovo različno orožje: torpeda, bojne drone in topove različnih kalibrov. Te ogromne ladje in njihova ogromna škoda so kot nalašč za medzvezdne bitke PvP.

### Bitka po meri
Piloti lahko ustvarijo bitko s svojimi lastnimi nastavitvami. Igrajo lahko proti NPC ali drugim igralcem, ki jih lahko povabi gostitelj. Bitke s prilagojenimi nastavitvami v načinu PvP igralcem ne prinašajo zaslužka in se večinoma uporabljajo za treninge, turnirje ali druge dogodke.

## Vesoljske ladje
Obstajajo 4 osnovni razredi ladij: prestrezniki, lovci, fregate in rušilci. Bistveno se razlikujejo po zunanjem pogledu, velikosti, nadzoru, hitrosti itd. Vsak razred ima na voljo vrsto različnih modulov, orožja in funkcij, zasnovanih za določene naloge. Te razlike določajo vlogo ladje na bojišču.
- prestrezniki – najmanjše in najhitrejše ladje v igri. Imajo malo oklepa, vendar to pomanjkljivost uspešno kompenzirajo z učinkovitim manevriranjem, zmogljivo opremo in visoko hitrostjo. Obstajajo 3 vloge za ta plovila: ladje ECM, ladje za rekognosciranje in ladje za prikrite operacije.
- lovci – srednje velike ladje s povečano možnostjo preživetja. Imajo močno orožje, vendar so po hitrosti in manevriranju slabše od prestreznikov. Vloge teh so poveljniške ladje, topnjače in napadalke.
- fregate – velike in počasne ladje. Imajo izboljšan oklep in močno orožje. Obstajajo inženirske ladje (blažilke), ladje dolgega dosega (ostrostrelke) in stražarske ladje (tanki).
- rušilci – izjemno velike ladje z majhno hitrostjo. Najboljši od drugih razredov ladij v vseh pogledih, razen po hitrosti in manevriranju. Odvisno od modela rušilca lahko hkrati uporabljajo 2-8 topov. Moduli spominjajo na kupole, ki nudijo veliko več načinov za škodo sovražnikom. Te module pa je mogoče onemogočiti, če so preveč poškodovani.

## Zgodba
Galaksija je razdeljena med militantne zvezdne imperije in neodvisne skupine plačancev. V oddaljenem kotičku galaksije – sektorju 1337, območju mrtvih – je svet ostal zapuščen. Tu so pred kratkim odkrili ruševine velike civilizacije nezemljanov. Plačanci in pustolovci iz vse galaksije se zgrinjajo v sektor, ne da bi upoštevali nevarnost.

## Pogon Hammer
Pogon Hammer je trirazsežni igralni pogon v realnem času z lastnim urejevalnikom Hammer in orodji. V glavnem ga uporablja Star Gem Inc. za lastne videoigre, saj je tehnologija brezplačne programske opreme (GPLv2). Prvotno različico pogona so razvili leta 2008 in izdali kot programsko opremo predalfa. Od tedaj jo je Star Gem Inc. uporabljal za nadaljnji razvoj.